# Atticism
Atticism (från grekiskans αττικισμός, attikismos, "Attikavänlighet") var en omkring år 200 f.Kr. uppkommen stilriktning inom den grekiska litteraturen, till sitt ursprung okänd.
Stilen vände sig mot den affekterade prosastilen som då dominerade litteraturen och föreskrev enligt teorier utvecklade av Dionysios från Halikarnassos ett noggrant iakttagande av de attiska talarnas stränga stilregler. 
Inom atticismens program formulerades stilen som mimesis ton archaion, "efterbildning av de gamle", och häri ingick att i tonval, uttryckssätt med mera så nära som möjligt formulera sig i anslutning till "attiska" författare som Thukydides, Platon med flera. Den motsatta riktningen fick efter de främsta representanternas ursprung istället namnet asianister. Över attiska ord och uttryck författades särskilt under första och andra århundradet e.Kr. en mängd ordböcker och lexika. Det av atticisterna på så sätt rensade språket urartade i många fall till ett mumifierat litteraturspråk och kom som sådant att stå i skarp kontrast till det levande språket. En mindre sträng atticism företräddes av Plutarchos, Lukianos och Arrianos. Stränga atticister var Aristides, Libanios, Themistios och Synesios. Starkt påverkade av atticismen var även sofisten Alkifron och romanförfattare som Longos och Heliodoros. Även i den bysantinska litteraturen satte denna stilriktning spår.
Även i Rom gjorde en liknande arkaiserande tendens sig gällande; en av dess främsta representanter var Marcus Cornelius Fronto.